# Мая Апостолска
Мая Апостолска (на македонска литературна норма: Маја Апостолоска) е поетеса, литературна критичка и есеистка от Социалистическа Република Македония.

## Биография
Родена е на 7 декември 1976 година. Завършва „Обща и сравнителна книжовност“ във Филологическия факултет „Блаже Конески“ на Скопския университет. Редактор е на списанието за книжовност, изкуство и култура „Книжовно житие“.

## Творчество
- „Заиграј, веќе, мастилаво“ (поезия, 2000)
- „Прекин на комуникацијата“ (поезия, 2004)
- „Зад текстовите“ (литератруна критика, есета и студии, 2007)
- „Именувањето“ (поезия, 2009)

Носителка е на наградата „Бели мугри“ за най-добра поетична книга от автор до 35-годишна възраст.